# Пролака
Пролака (на гръцки: Πρόλακα) е бивше село в Република Гърция, разположено на територията на дем Велвендо в област Западна Македония.

## География
Селото е било разположено в планината Фламбуро (Пиерия) близо до Катафиги.

## История
В 1528 година Пилолакас (Πηλόλακκας) има 19 домакинства с 85 жители.
Селото е регистрирано като Пролака в първото гръцко преброяване от 1913 година без жители. Закрито е на 18 декември 1920 година.
| Година    | 1913 | 1920 | 1928 | 1940 | 1951 | 1961 | 1971 | 1981 | 1991 | 2001 | 2011 | 2021 |
| --------- | ---- | ---- | ---- | ---- | ---- | ---- | ---- | ---- | ---- | ---- | ---- | ---- |
| Население | 0    |      |      |      |      |      |      |      |      |      |      |      |